# 西九州大学短期大学部
西九州大学短期大学部（日语：／ Nishikyushu Daigaku Tankidaigakubu *）是一所位于日本佐贺县佐贺市的私立短期大学。前佐贺短期大学（日语：／ Saga Tankidaigaku *）。

## 概要

### 简介
- 源流成立于1946年[1]。短期大学为于1963年开办[1]、由学校法人永原学园经营。

### 历史
- 1963年 佐贺短期大学成立并同时设置食物营养学科。
- 1964年 服装科[注 5]成立[1]。
- 1965年 保育科成立[1]。
- 1966年 专科服装专攻[注 3]成立[1]。
- 1981年 服装科[注 5]变更为家政科、保育科变更为幼儿教育学科[1]。
- 1988年 家政科改编为生活福利学科[1]。
- 1989年 专科福利专攻成立[1]。
- 1995年 专科食物营养专攻成立。专科服装专攻[注 3]停办。
- 2004年 生活环境学科[注 1]成立[1]。
- 2006年 幼儿教育学科变更为幼儿保育学科[1]。
- 2009年 佐贺短期大学改校名为西九州大学短期大学部[1]。生活环境学科和专科食物营养专攻各自停止招生[1]
- 2010年 生活环境学科和专科食物营养专攻各自停办[1]。

### 宪章
- 请参看西九州大学短期大学部的标志（页面存档备份，存于） （日語） 2013年11月25日阅览。

## 学校环境
- 校区：在佐贺县佐贺市

## 历任校长
- 福元裕二：现在短期大学校长[2]

## 组织

### 学科
- 食物营养学科
- 生活福利学科[注 6]
- 幼儿保育学科

### 前学科
- 生活环境学科[注 2][注 1]

### 专科
| - 服装专攻 - 保育福利专攻 - 食物营养专攻 |

### 业余课程
| - 没有 |

### 附属学校
| - 三光幼儿园：成立于1967年 |

### 附属机关
| - 图书馆 |

## 相关链接
- 日本短期大学列表
- 西九州大学